# بلدية كوكنيس
بلدية كوكنيس هي بلدية في لاتفيا، بلغ عدد سكانها 5,099  نسمة وذلك حسب إحصائيات سنة 2017.

## التقسيمات الإدارية
- Bebri Parish [الإنجليزية]‏.